# Antonio Lavedán

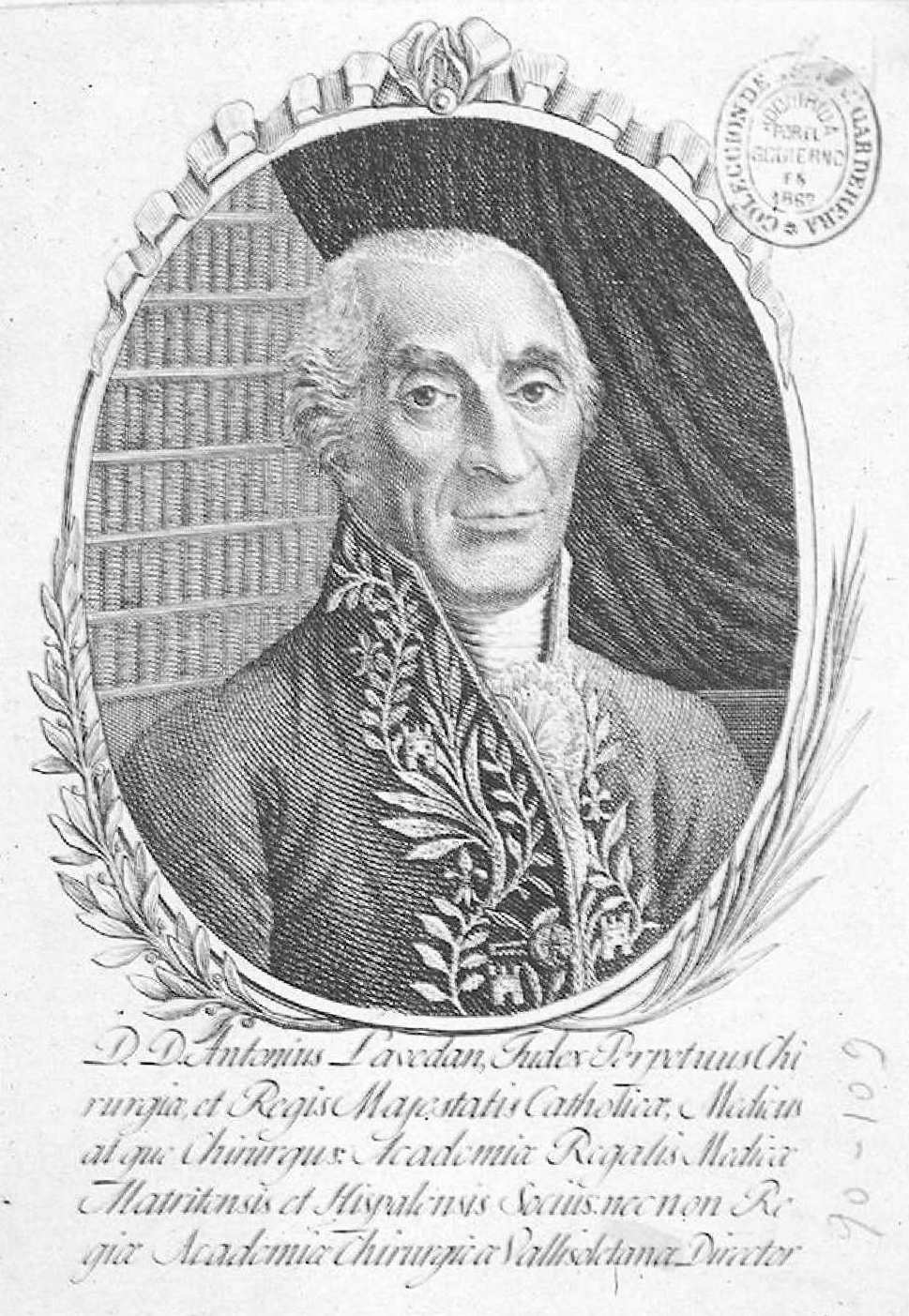
Antonio Lavedán, aguafuerte y buril. Inscripción: «D. D. Antonius Lavedan, Judex Perpetuus / Chirurgiae et Regis Majestatis Catholicae Medicus / atque Quirurgus: Academiae Regalis Medicae / Matritensis et Hispalensis Socius: necnon Re-/-giae Academiae Chirurgicae Vallisoletanae Director». Biblioteca Nacional de España.

Antonio Lavedán (fl. 1753-1829) fue un médico y cirujano militar español, nacido en Valladolid, de finales del siglo XVIII. Fue traductor de diversas obras de medicina al español.

## Biografía
Desempeñó cometidos sanitarios en los Regimientos de España durante el periodo de 1770 y 1771, posteriormente ocupó el puesto de Cirujano Mayor del Ejército en 1799, así como cirujano de la Real Familia. Alcanzó el cargo de director de la Real Academia de Cirugía de Valladolid. Algunas de las obras traducidas por Lavedán muestran una inquietud por las epidemias que azotaron España a finales del siglo XVIII. 

## Obras
Algunas de sus obras importantes son traducciones comentadas de medicina. Una de las más renombradas fue la de José Jacobo Plenk sobre las enfermedades cutáneas. Además escribió:
- Compendio sobre las enfermedades venéreas del Doctor Juan Federico Fritze - 1796.
- Tratado de Los Usos, Abusos, Propiendades y Virtudes del Tabaco, Café, Te y Chocolate - 1796. Edición facsímil sobre la de 1796 (Madrid: Imprenta Real), Valladolid: Maxtor, 2007. ISBN 84-9761-378-3.
- Tratado de las enfermedades epidémicas, pútridas, malignas, contagiosas y pestilentes (1802) / traducido y recopilado de varios autores.[3]